# Grażyna Bielska
Grażyna Bielska–Kozakiewicz (ur. 30 grudnia 1955 w Sopocie, zm. 9 marca 2011 w Zakopanem) – polska rzeźbiarka, ceramiczka, malarka,  autorka instalacji, nauczycielka rzeźby w Zespole Szkół Plastycznych im. A. Kenara w Zakopanem.

## Życiorys
Ukończyła Państwową Szkołę Sztuk Plastycznych im. A. Kenara w Zakopanem  (1970–1975). W latach 1976–1980 studiowała na Wydziale Rzeźby w Państwowej Wyższej Szkole Sztuk Plastycznych (ASP) w Gdańsku w pracowni prof. Adama Smolany, w latach 1980–1987 na Hochschule der Künste w Berlinie Zachodnim na Wydziale Rzeźby w pracowni prof. J.H. Lonasa. W latach 90. podjęła pracę  w Zespole Szkół Plastycznych im. Antoniego Kenara w Zakopanem. Prowadziła pracownie rzeźby. Stypendystka Ministra Kultury w 2000 roku. Od 1987 roku wystawiała swoje prace w 16 wystawach indywidualnych i licznych prezentacjach zbiorowych w kraju i za granicą (w Niemczech, Anglii, Francji, Słowacji i w Rosji). Była członkinią Związku Polskich Artystów Plastyków i  Związku Artystów Pedagogów Ceramiki i Rzeźby. Autorka (z mężem Mariuszem Kozakiewiczem) Pomnika kryptologów w Poznaniu (2007), upamiętniającego poznańskich matematyków i kryptologów, którzy złamali szyfr niemieckiej maszyny szyfrującej Enigma.

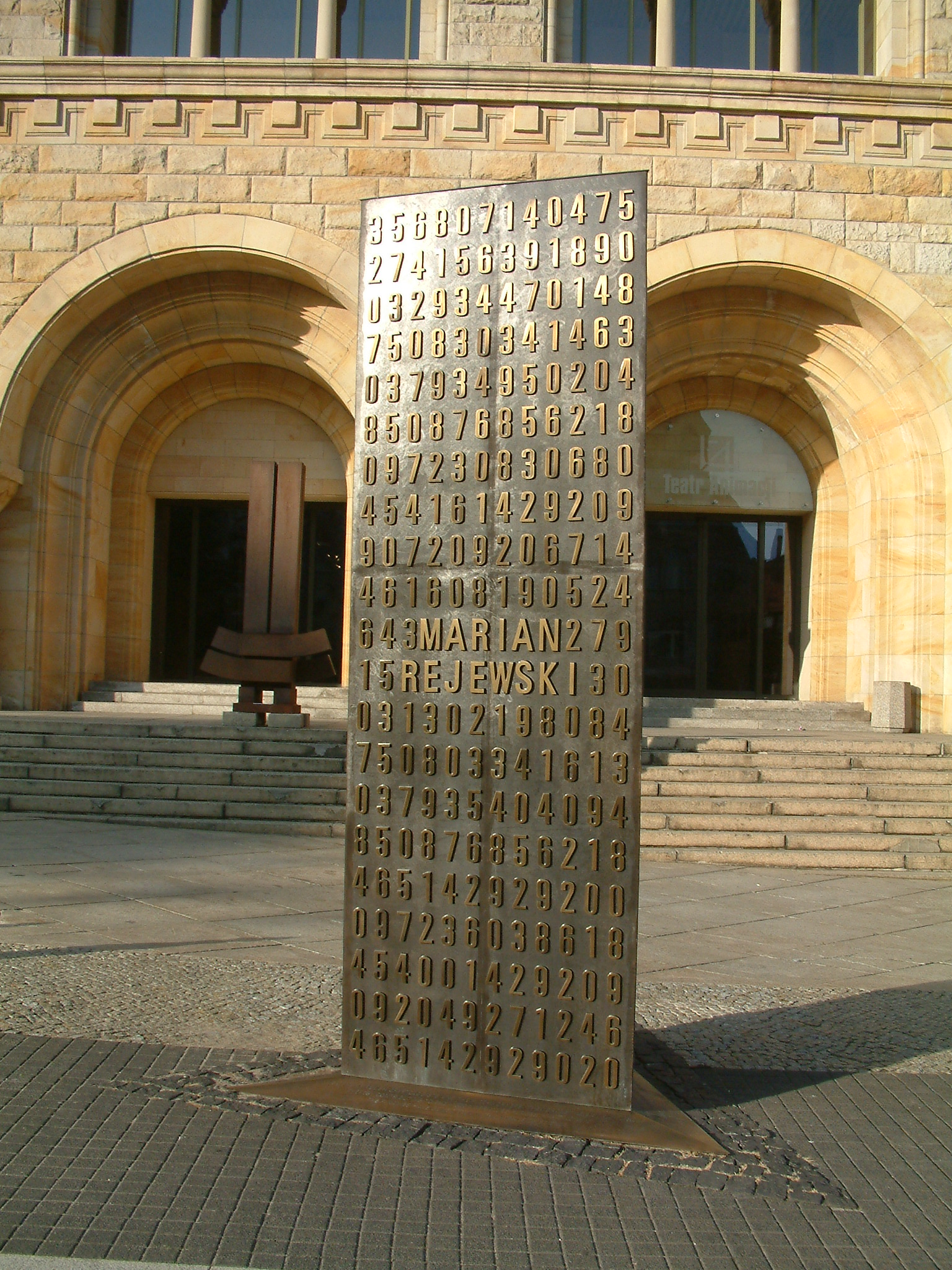
Pomnik kryptologów na tle Zamku Cesarskiego w Poznaniu

Została pochowana na Nowym Cmentarzu przy ulicy Nowotarskiej w Zakopanem (kw. J-B-17).

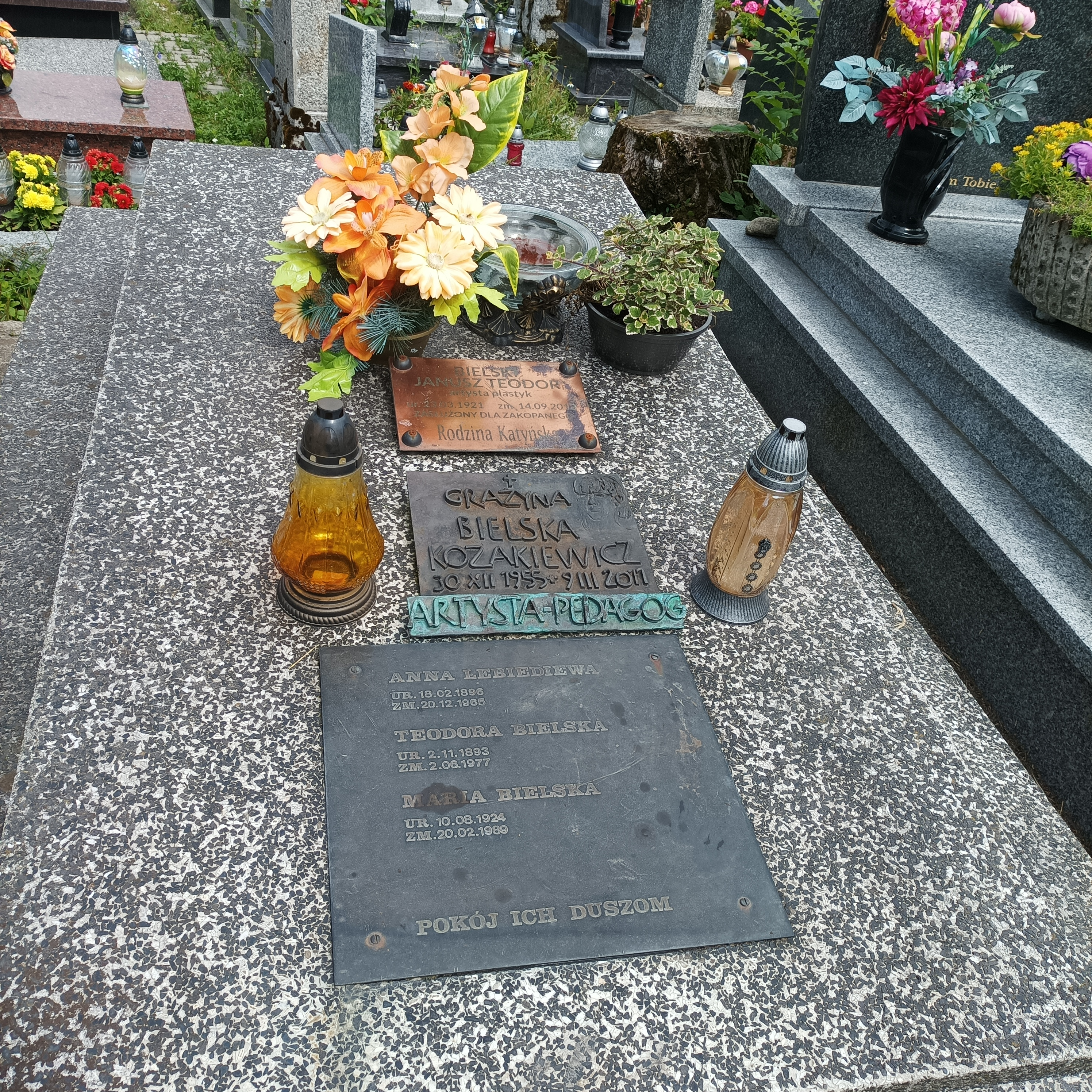
Grób Grażyny Bielskiej na Nowym Cmentarzu w Zakopanem

## Ważniejsze nagrody
- 1990 – I nagroda w Ogólnoniemieckim Konkursie na pomnik wynalazcy telefonu Philippa Reisa Stadt Fridrichsdorf, Niemcy[6].
- 2000 – stypendium Ministra Kultury
- 2001 – uczestniczka z ramienia Ministerstwa Kultury i Dziedzictwa Narodowego oraz Fundacji Batorego w Międzynarodowym Sympozjum Rzeźby w Moskwie
- 2004 – I nagroda w ogólnopolskim konkursie na pomnik "Enigma" w Poznaniu
- 2011 – nagroda specjalna w II Ogólnopolskim Konkursie Ceramicznym w Zakopanem dla pracowni prowadzonej przez artystkę